# Ratpenat nasofoliat d'esperons
El ratpenat nasofoliat d'esperons (Hipposideros calcaratus) és una espècie de ratpenat de la família dels hiposidèrids. Viu a Indonèsia, Papua Nova Guinea i les Illes Salomó. El seu hàbitat natural són les àrees forestals i els farratgeres poden ocórrer al llarg dels rius. No hi ha cap amenaça significativa per a la supervivència d'aquesta espècie.